# Universidad Ciencias de la Informática
Universidad Ciencias de la Informática – prywatna uczelnia w Chile, założona 14 lipca 1989, zlokalizowana w Santiago.
Celem założycielskim uniwersytetu było promowanie wiedzy na temat informatyki jako narzędzia pracy, które wzbogaca życie osobiste i zapewnia przewagę komparatywną dla przyszłych profesjonalistów.
W 2009 roku, po zakupie przez Cpech Education Group, uniwersytet przeszedł głęboką transformację i restrukturyzację, która obejmowała zmianę orientacji instytucji, stając się częścią sieci edukacyjnej GEC, która łączy również Preuniversity Cpech, Instituto Profesional de Chile, IPCHILE Capacita, CEAC (Centro de Estud y Dyplamis a Distance) i Colegios Terraustral.
Po zmianach administracyjnych i akademickich, w 2010 uniwersytet otrzymał na 2 lata akredytację od Krajowej Komisji Akredytacji (CNA); akredytacja nie została odnowiona w 2013.
Ze względu na głęboki kryzys finansowy uniwersytetu, w grudniu 2016. ogłoszono jego fuzję z Uniwersytetem Gabriela Mistral. W kwietniu 2017 roku Ministerstwo Edukacji zostało poinformowane o zamknięciu uniwersytetu w ciągu trzech lat, biorąc pod uwagę, że 80 procent jego studentów zostało już przeniesionych do UGM.
Działalność uczelni oficjalnie zakończyła się 31 grudnia 2019.